# Болевиці (Західнопоморське воєводство)
Болевиці (пол. Bolewice) — село в Польщі, у гміні Пелчиці Хощенського повіту Західнопоморського воєводства.
Населення — 233 особи (2011).
У 1975-1998 роках село належало до Гожовського воєводства.

## Демографія
Демографічна структура станом на 31 березня 2011 року:
|          | Загалом | Допрацездатний вік | Працездатний вік | Постпрацездатний вік |
| -------- | ------- | ------------------ | ---------------- | -------------------- |
| Чоловіки | 117     | 27                 | 68               | 22                   |
| Жінки    | 116     | 29                 | 65               | 22                   |
| Разом    | 233     | 56                 | 133              | 44                   |